# Bagel

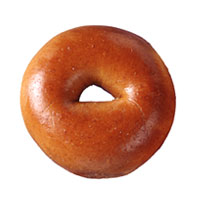
Un bagel

Un bagel (a veces también llamado beigel; en yiddish, בײגל, beygl; en polaco, bajgiel) es un pan tradicionalmente elaborado con harina de trigo y que suele tener un agujero en el centro. Antes de hornearlo se cocina en agua brevemente, lo que da como resultado un pan denso con una cubierta exterior ligeramente crujiente. Se originó en las comunidades judías de Polonia. 
La masa a menudo se sazona con diferentes productos tales como sal, cebolla, ajo, huevo, pumpernickel y centeno. Existen algunas variedades no tan tradicionales como: tomate, salvado, queso, comino y muesli, entre otros. Los bagels pueden estar cubiertos de semillas de sésamo o adormidera, cebollas o ajos secos, sal gruesa, o de todo al mismo tiempo (en inglés: everything bagels, «bagels con todo»).

## Historia
Contrariamente a la leyenda común, el bagel no se creó con la forma de un estribo para conmemorar la victoria del rey de Polonia Juan III Sobieski sobre los turcos otomanos en la batalla de Viena de 1683. Se inventó tiempo antes, en la ciudad de Cracovia (Polonia), para competir contra el bublik. Leo Rosten escribió en Las alegrías de Yidis (The Joys of Yiddish) que la palabra bagel se menciona por primera vez en el Reglamento de la ciudad de Cracovia en 1610. Este reglamento declaró que un bagel se debía dar como regalo a una mujer en parto. Entre mediados del siglo XVI y principios del siglo XVII, el bagel se convirtió en un elemento básico de la dieta polaca.
Posteriormente, el alimento se popularizó entre la comunidad judía. A mediados del siglo XIX, las panaderías de Londres comenzaron a comercializarlos en tres unidades. Luego, la gran emigración a América del Norte de ciudadanos europeos y judíos favoreció la implantación del alimento y su comercialización.

## Preparación

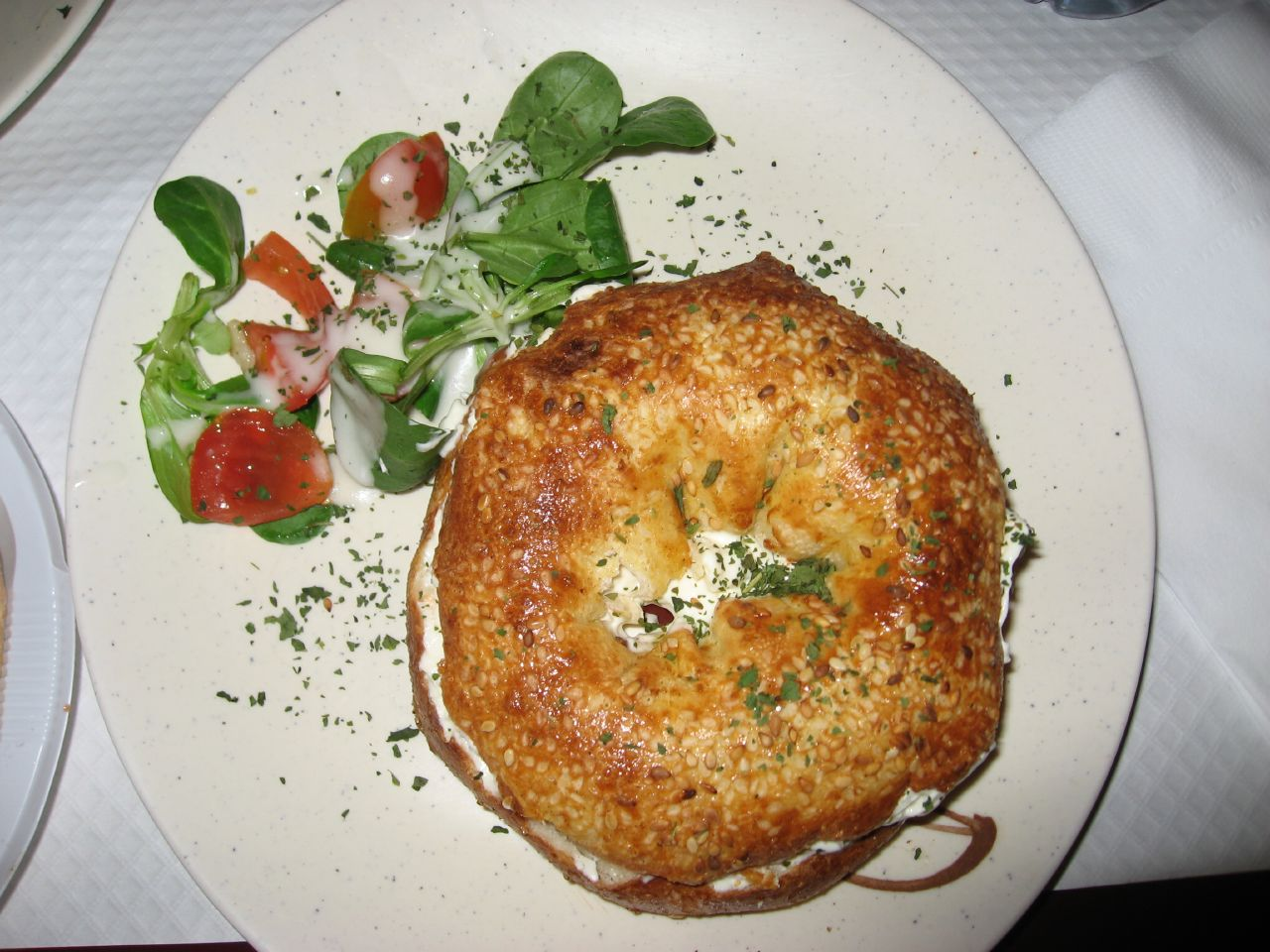
Bagel servido en un restaurante de París

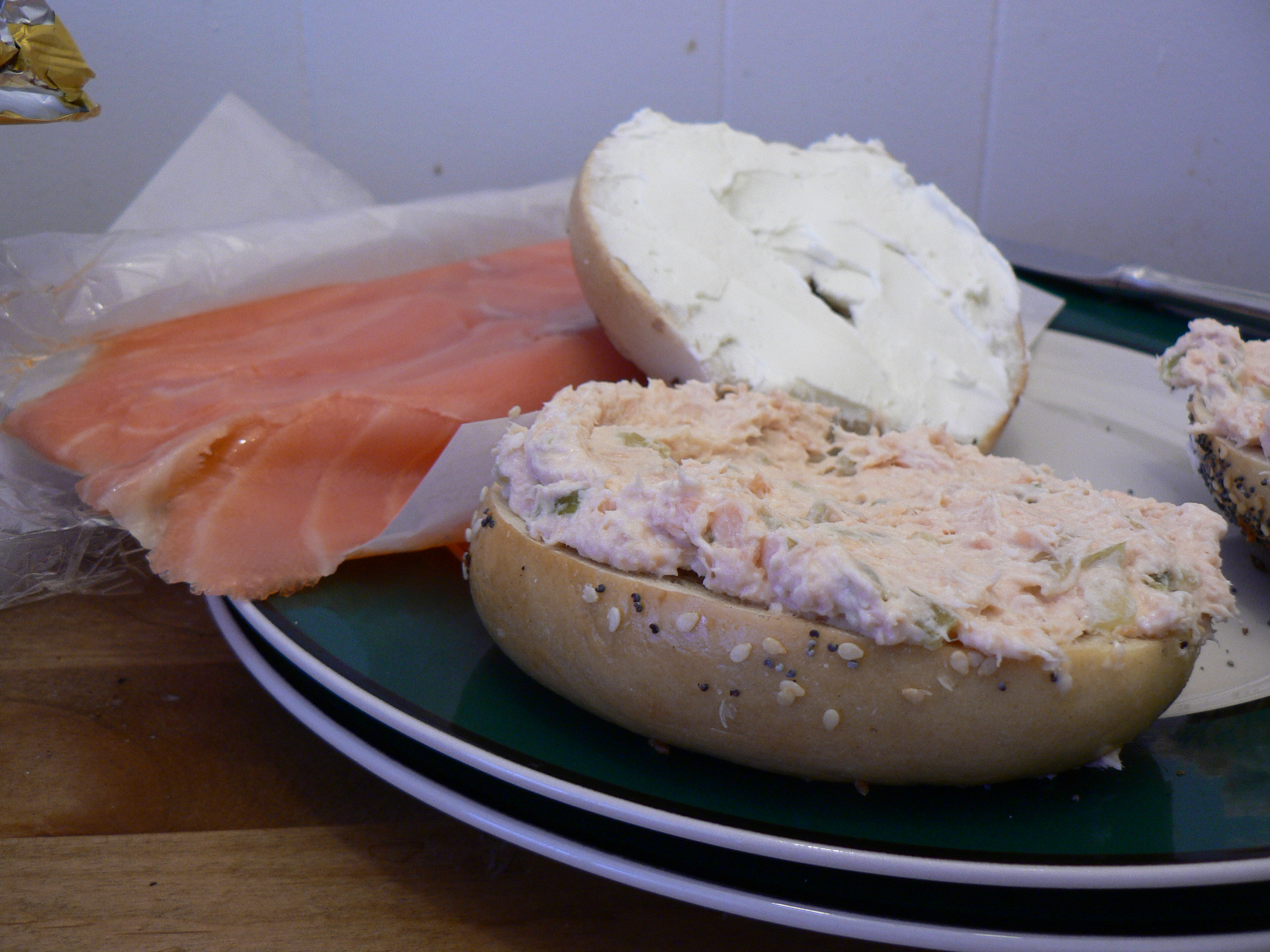
Bagel con salmón

El bagel tradicional suele realizarse con harina de trigo, sal, agua, y levadura. Existen variantes de la receta que le añaden un toque dulce (normalmente malta, azúcar o miel) durante la elaboración.
Normalmente, los ingredientes se mezclan para formar una masa. A partir de la masa se van haciendo los bagels según la forma tradicional con un agujero en el medio. Después se dejan levar durante doce horas a baja temperatura, para luego cocerlo en agua que no contenga aditivos. Finalmente, se meten al horno a temperatura alta.

### Variedades
En América del Norte los dos estilos más conocidos de bagel tradicionales son el de Montreal y el de Nueva York. El de Montreal emplea malta y huevo pero no sal, se cuece en agua aromatizada con miel antes de hornearse en un horno de leña y suele tener sésamo por encima. Por otra parte, el de Nueva York contiene sal y malta, y se cuece en agua antes de hacerse en un horno convencional. La textura y el sabor son diferentes, siendo el de Montreal crujiente y algo más dulce; y el de Nueva York, más esponjoso. Además del bagel normal, también se pueden añadir por encima de la masa semillas, sésamo (ajonjolí), comino, cebolla, sal gorda o ajo, por ejemplo.

### Relleno
Aunque el bagel puede comerse solo, lo más habitual es que se corten y se coman como si fueran bocadillos. Tradicionalmente suelen rellenarse de queso crema, salmón al estilo Gravlax, tomate o cebolla. También puede introducirse relleno con la intención de hacer bocadillos para el desayuno como huevo, queso, jamón y otros añadidos, y otra variante son los llamados «pizza bagels».